# Cristieana Cojocaru

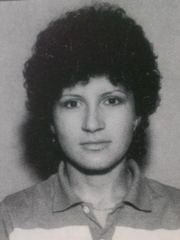
Cristieana Cojocaru

Cristeana Cojocaru (nach Heirat Cojocaru-Matei; * 2. Januar 1962 in Cujmir, Kreis Mehedinți) ist eine rumänische Leichtathletin.

## Leben
Bei den Halleneuropameisterschaften gewann sie 1984 in Göteborg und 1985 in Athen im 800-Meter-Lauf jeweils die Bronzemedaille. Bei den Hallenweltspielen 1985 gewann sie Gold.
Bei den rumänischen Meisterschaften gewann sie 1983 im 400-Meter-Lauf die Goldmedaille. In den Jahren 1982, 1983 und 1984 gewann sie auch im 400-Meter-Hürdenlauf die Goldmedaille.
Bei den Olympischen Spielen 1984 in Los Angeles gewann sie die Bronzemedaille im 400-Meter-Hürdenlauf hinter der Marokkanerin Nawal El Moutawakel (Gold) und der US-Amerikanerin Judi Brown (Silber).
Cristieana Cojocaru-Matei ist 1,72 m groß und wog in ihrer aktiven Zeit 62 kg.

## Persönliche Bestzeiten
- 400 m: 51,44 s, 13. August 1986, Zürich
  - Halle: 52,93 s, 8. Februar 1984, Budapest
- 800 m: 1:59,06 s, 2. Juni 1985, Bukarest
  - Halle: 2:01,01 s, 3. März 1985, Piräus
- 400 m Hürden: 54,55 s, 7. Juli 1986, Moskau